# The Bay
The Bay —conocida en países hispanoparlantes como Terror en la bahía— es una película de terror estadounidense dirigida por Barry Levinson y escrita por Michael Wallach. Debutó en el Festival de Cine de Toronto de 2012 y llegó a los cines de Estados Unidos el 2 de noviembre de 2012.

## Argumento
La película está presentada al estilo «metraje encontrado». Se ambienta en el 4 de julio del año 2009, en un pueblo de la bahía de Chesapeake enclavado en la costa este de Maryland.
Cuando dos investigadores descubren un alto nivel de toxicidad en el agua, alertan al alcalde del pueblo, pero este se niega a tomar medidas para no crear pánico en su comunidad. Como resultado, una mortal plaga se desata, convirtiendo a los humanos en huéspedes del parásito Cymothoa exigua.

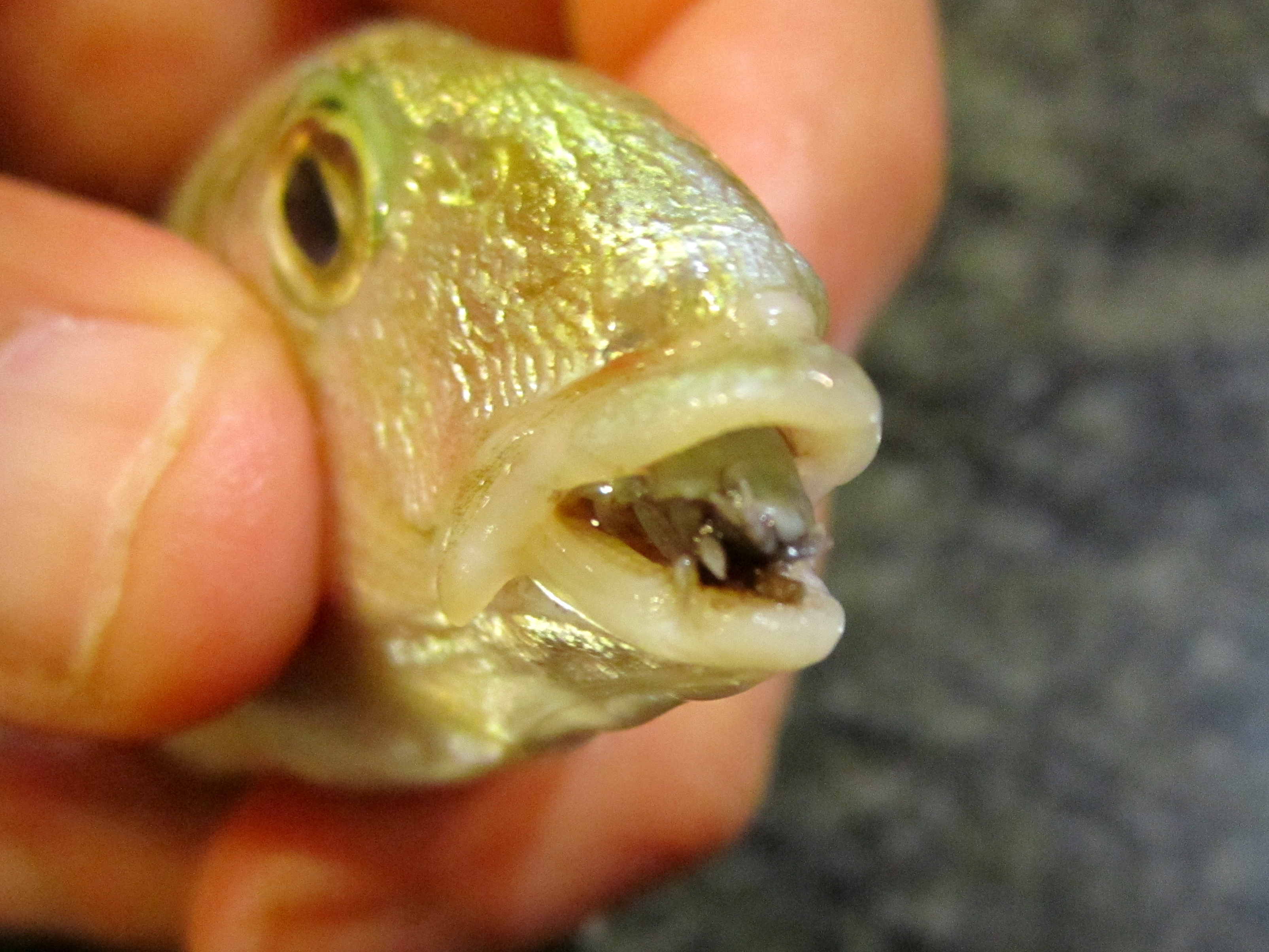
El parásito Cymothoa exigua habitando la boca de un pez óseo.

Debido a esta negligencia, el caos comienza a imperar en el pueblo a medida que las agresivas criaturas infectan a sus habitantes uno a uno. Esto se ve reflejado en varias historias. La principal es la de una novata periodista y su camarógrafo, quienes están en el pueblo para informar sobre las festividades del 4 de julio. Ella narra los sucesos durante la película como si fuese una grabación personal.
Las otras historias incluyen a los dos oceanógrafos que inicialmente descubrieron los parásitos, dos oficiales de policía que investigan un sector residencial, una pareja de biólogos jóvenes que van a nadar por última vez, una adolescente que utiliza la red social FaceTime para mandar desesperados mensajes a sus amigos, un médico que informa a los Centros para el Control y Prevención de Enfermedades sobre la situación en el hospital local y un matrimonio con un niño a bordo de un bote que navega hacia la casa de sus familiares sin saber los eventos que les esperan en tierra firme. Al 78% de las personas que la vieron les gustó.[cita requerida]

## Reparto
- Kether Donohue como Donna Thompson.
- Kristen Connolly como Stephanie.
- Anthony Reynolds como Steve Slattery, guardia de seguridad.
- Michael Beasley como el agente Jimson.
- Jane McNeill como víctima #1.

## Crítica
The Bay recibió opiniones generalmente positivas de los especialistas, obteniendo 65 puntos sobre 100 en la página Metacritic. En Rotten Tomatoes, en tanto, logró un 76% de aprobación, arrojando el siguiente consenso:

Barry Levinson's eco-horror flick cleverly utilizes familiar found-footage methods in service of a gruesome yet atmospheric chiller.
La película de ecoterror de Barry Levinson utiliza hábilmente el familiar método del «metraje encontrado» en servicio de una espantosa pero atmosférica historia de miedo.

En una reseña particularmente elogiosa de The Guardian, David Cox le otorgó 5 estrellas y la llamó «una película para maduros». Por otra parte, Roger Ebert, del Chicago Sun-Times, fue menos positivo y le dio 2,5 puntos de un máximo de 3, declarando: «Aunque hay algunos momentos de miedo aquí, y varios espantosos, no es tanto una película de terror como un falso ecodocumental».